# Odonaspis graminis
Odonaspis graminis är en insektsart som beskrevs av Bremner 1907. Odonaspis graminis ingår i släktet Odonaspis och familjen pansarsköldlöss. Inga underarter finns listade i Catalogue of Life.